# Słoboda (sielsowiet Dołhinów)
Słoboda (biał. Слабада; ros. Слобода) – wieś na Białorusi, w obwodzie mińskim, w rejonie wilejskim, w sielsowiecie Dołhinów.

## Historia
W czasach zaborów w powiecie wilejskim, w guberni wileńskiej Imperium Rosyjskiego.
W latach 1921–1945 wieś leżała w Polsce, w województwie wileńskim, w powiecie wilejskim, w gminie Dołhinów.
Według Powszechnego Spisu Ludności z 1921 roku zamieszkiwały tu 145 osób, 4 były wyznania rzymskokatolickiego a 141 prawosławnego. Jednocześnie 4 mieszkańców zadeklarowało polską, 141 białoruską przynależność narodową. Były tu 23 budynki mieszkalne. W 1931 w 25 domach zamieszkiwało 150 osób.
W wyniku napaści ZSRR na Polskę we wrześniu 1939 miejscowość znalazła się pod okupacją sowiecką. 2 listopada została włączona do Białoruskiej SRR. Od czerwca 1941 roku pod okupacją niemiecką. W 1944 miejscowość została ponownie zajęta przez wojska sowieckie i włączona do Białoruskiej SRR.
Do 1977 roku w sielsowieczie Milcza.
Od 1991 w składzie niepodległej Białorusi.